# Lijst van graven en hertogen van Genève
Op deze pagina bevindt zich een lijst van de graven en hertogen van Genève. Deze bestuurden de Genevois, maar niet de stad Genève.

## Huis Genève
- Ratbert (overleden na 880)
- Albitius (overleden na 931), diens zoon
- Koenraad I (overleden rond 963), diens zoon
- circa 963–974: Koenraad II (overleden rond 974), diens zoon
- 974–???: Albert, diens broer
- ???– circa 1023: Gerold I (overleden rond 1023), diens zoon
- circa 1023– circa 1080: Gerold II (overleden rond 1080), diens zoon
- circa 1080–1128: Aymon I, diens zoon
- 1128–1178: Amadeus I, diens zoon
- 1178–1195: Willem I, diens zoon
- 1195–1220: Humbert, diens zoon
- 1220–1252: Willem II, diens broer
- 1252–1265: Rudolf (circa 1220–1265), diens zoon
- 1265–1280: Aymon II (overleden in 1280), diens zoon
- 1280–1308: Amadeus II (overleden in 1308), diens broer
- 1308–1320: Willem III (1286–1320), diens zoon
- 1320–1367: Amadeus III (circa 1311–1367), diens zoon
- 1367–1367: Aymon III (overleden in 1367), diens zoon
- 1367–1369: Amadeus IV (overleden in 1369), diens broer
- 1369–1392: Peter (overleden in 1392), diens broer
- 1392–1394: Robert (1342–1394), diens broer, resideerde als tegenpaus Clemens VII in Avignon.

## Huis Thoire
- 1394–1400: Humbert van Thoire-Villars (overleden in 1400), zoon van heer Humbert VII van Thoire-Villars en Maria van Genève, dochter van Amadeus III.
- 1400–1401: Odo van Thoire-Villars

In 1401 verkocht Odo het graafschap Genève aan Amadeus VIII van Savoye, wat zijn erfgenamen weigerden te erkennen. Na een jarenlange strijd en vele processen kocht Amadeus VIII in 1424 de rechten van de pretendenten af.

## Huis Savoye
Vanaf 1424 behoorde het graafschap Genève tot de bezittingen van het huis Savoye. Het graafschap werd vervolgens traditioneel als apanage aan de jongere leden van de familie gegeven.
- 1424–1434: Amadeus VIII, hertog van Savoye
- 1434–1444: Filips (1417-1444), diens zoon
- 1444–1445: Lodewijk I (1413-1465), hertog van Savoye, diens broer
- 1445-1458: Lodewijk (1436-1482), diens zoon, eveneens koning van Cyprus
- 1460–1491: Jan (1440-1491), diens broer
- 1491–1496: Karel II (1489-1496), hertog van Savoye, achterkleinzoon van Lodewijk I
- 1496–1497: Filips II (1438-1497), hertog van Savoye, diens grootoom
- 1497–1504: Filibert II (1480-1504), hertog van Savoye, diens zoon
- 1504–1514: Karel III (1486–1553), hertog van Savoye, diens broer
- 1514–1533: Filips van Savoye-Nemours (1490-1533), hertog van Nemours, diens broer
- 1533–1585: Jacobus van Savoye-Nemours (1531-1585), vanaf 1564 hertog van Genève, diens zoon
- 1585–1595: Karel Emanuel van Savoye (1567-1595), hertog van Genève, diens zoon
- 1595–1632: Hendrik I van Savoye-Nemours (1572-1632), hertog van Genève, diens broer
- 1632–1641: Lodewijk van Savoye-Nemours (1615-1641), hertog van Genève, diens zoon
- 1641–1652: Karel Amadeus van Savoye-Nemours (1624-1652), hertog van Genève, diens broer
- 1652–1659: Hendrik II van Savoye-Nemours (1625-1659), hertog van Genève, diens broer, aartsbisschop van Reims
- 1659–1724: Maria Johanna van Savoye (1644-1724), hertogin van Genève, dochter van Karel Amadeus, gehuwd met hertog Karel Emanuel II van Savoye (1634-1675)

Na het overlijden van Maria Johanna werden het hertogdom Genève en het hertogdom Savoye definitief verenigd. 